# Paul G. Hahnemann

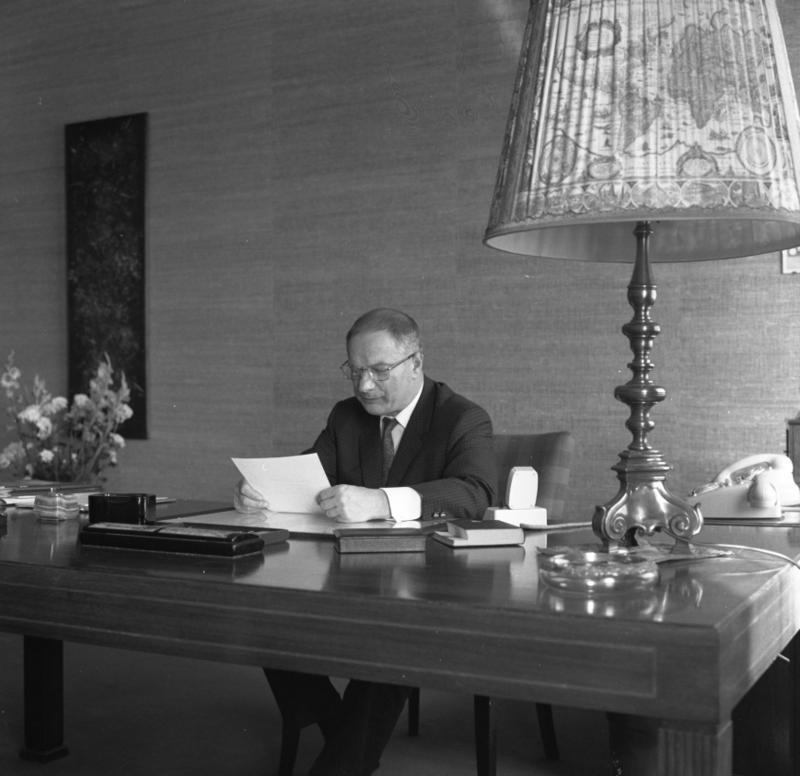
Paul G. Hahnemann 1968 in seinem Büro im BMW-Werk, München

Paul G. Hahnemann (* 31. Oktober 1912 in Straßburg; † 23. Januar 1997 in München; genannt „Nischen-Paule“) war von 1961 bis 1972 Vertriebsvorstand der Bayerischen Motorenwerke (BMW). In seine Amtszeit bei BMW fiel die Einführung und Weiterentwicklung der erfolgreichen „Neuen Klasse“.

## Leben

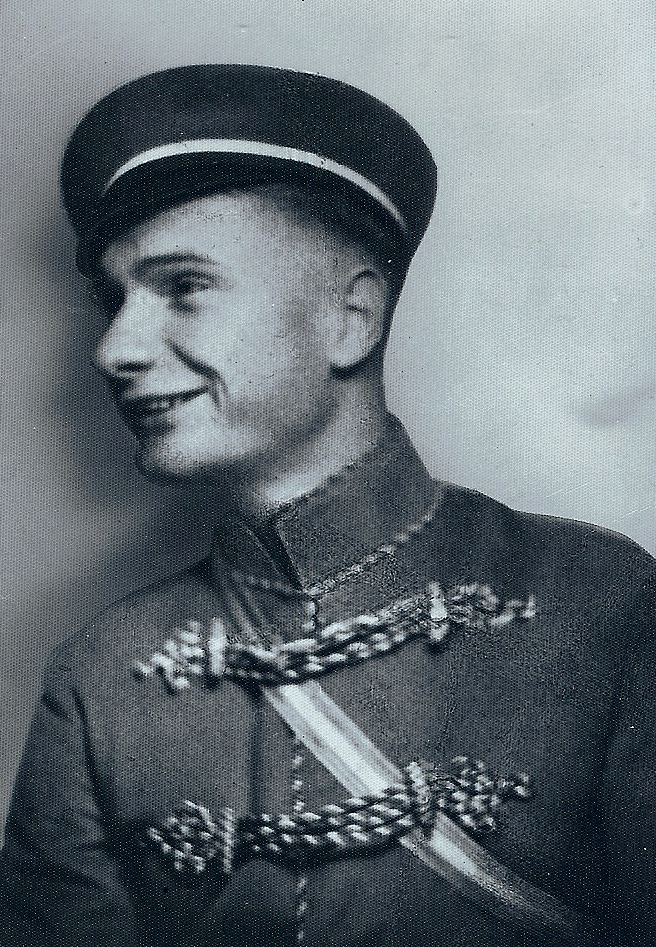
Paul G. Hahnemann als Student bei der T! Zaringia, Sommersemester 1930

Nach Ende des Ersten Weltkriegs flüchtete seine Mutter mit ihm und seinem jüngeren Bruder nach Kehl. 1931 machte Paul Hahnemann sein Abitur an der Kant-Oberrealschule (heute Kant-Gymnasium) in Karlsruhe.
Nach seiner Einschreibung als Student der Elektrotechnik an der damaligen TH Karlsruhe (Technische Hochschule Karlsruhe) wurde er aktiv bei der Studentenverbindung Karlsruher Turnerschaft Zaringia. Später förderte Paul G. Hahnemann deren Studenten und gab seine Erfahrungen gern an sie weiter. Er war ein wichtiger Wegbereiter der 1953 erfolgten Fusion der Freiburger Turnerschaft Gotia mit „seiner“ Karlsruher Turnerschaft Zaringia zur Turnerschaft Gotia-Zaringia.
1939, kurz vor Beginn des Zweiten Weltkriegs, entschied er sich für die „harte Schule“ von General Motors und lernte bei der Adam Opel AG das Autogeschäft. Opel ließ ihn während des Krieges „u.k.“ (unabkömmlich) stellen und betraute ihn mit Rüstungsaufgaben.
Nach Ende des Zweiten Weltkriegs verbrachte er 37 Monate in französischer Kriegsgefangenschaft. Danach kehrte Hahnemann zu Opel zurück, war bis 1957 Opel-Großhändler in Freiburg im Breisgau und anschließend vier Jahre lang Marketing-Direktor bei der Auto Union GmbH am Standort Düsseldorf, bevor er 1961 als Vertriebsdirektor in den Vorstand der Bayerischen Motorenwerke berufen wurde. Dort entwickelte er ein erfolgreiches Marketing-Konzept: Zwischen den Typenprogrammen der großen Automobilhersteller spürte er „Marktnischen“ auf, in die er mit handlichen, sportlichen Limousinen vorstieß, deren Fahrwerke und Hochleistungsmotoren nach dem Baukastenprinzip entwickelt wurden. Das Konzept ließ BMW selbst aus dem Krisenjahr 1967 mit Gewinn hervorgehen. BMW-Fahrer Franz Josef Strauß gab Hahnemann daher den Namen „Nischen-Paul“.
1966 hatte er großen Anteil daran, dass die Hans Glas GmbH in Dingolfing von BMW übernommen wurde. BMW konnte auf diese Weise seine Produktionskapazitäten erweitern, die aufgrund des Wachstums dringend benötigt wurden. Hahnemanns initiierte auch die Entwicklung eines Kunststoff-Automobils. BMW und die Bayer AG entwickelten das Fahrzeug gemeinsam, das Projekt scheiterte jedoch letztendlich an den Kosten. Auch der Bau der BMW-Konzernzentrale am Petuelring („Vierzylinder“), einem Wahrzeichen Münchens, ist eng mit dem Namen Paul G. Hahnemann verbunden.
Hahnemann ging als stellvertretender BMW-Vorstandsvorsitzender 1972 in Pension, war aber danach noch jahrelang im „Ausgedinge“ (wie er selbst einmal schrieb) als Unternehmensberater und Sanierer von Großunternehmen der deutschen Industrie tätig. Zur Herbstzeit weilte er oft zur Kur auf der Bühlerhöhe.

## Ehrungen
- Verleihung der Bürgermedaille in Gold der Stadt Dingolfing
- 8. Juni 1970: Verleihung des Bayerischen Verdienstordens
- Verdienstorden der Italienischen Republik (Ordine al Merito della Repubblica Italiana) als Großoffizier (Grande Ufficiale)
- Ernennung zum Officier de l’Ordre de la Couronne (Offizier des belgischen Kronenordens)
- 1991 Ernennung zum Ehrenmitglied der Turnerschaft Gotia-Zaringia zu Karlsruhe